# Hans Stade

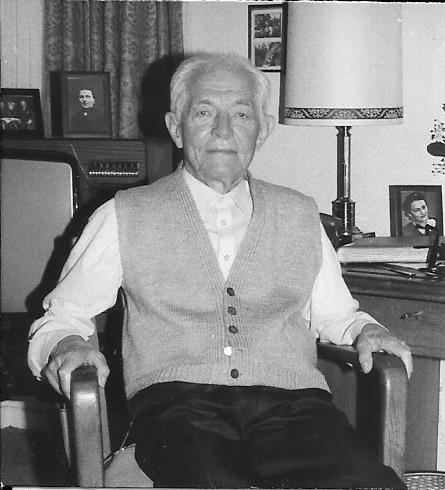
Hans Stade zu Hause (1985)

Hans Stade (* 7. November 1888 in Timmaspe im Kreis Rendsburg; † 27. Mai 1987 in Kiel) war ein deutscher Gewerkschafter (DMV, DGB) und Politiker (SPD, USPD). Er war von 1946 bis 1954 Mitglied des Landtags von Schleswig-Holstein.

## Leben
Hans Stade wurde als Sohn eines Landwirts geboren. Nach der Volksschule machte er eine Schlosserlehre. Im Jahr 1910 wurde er Gewerkschaftsmitglied und trat in die SPD ein. Von 1916 bis 1924 war er Mitglied der Unabhängigen Sozialdemokratischen Partei Deutschlands, dann trat er wieder in die SPD ein. Von 1920 bis 1926 war er Bevollmächtigter des Deutschen Metallarbeiterverbands in Thale im Harz. Von 1926 bis 1933 war er Leiter der Wirtschaftsschule des Metallarbeiterverbandes in Bad Dürrenberg. 1927 wurde er dort Amtsvorsteher und Kreistagsabgeordneter in Merseburg. Zu Beginn der nationalsozialistischen Diktatur wurde Stade 1933 zeitweise im KZ Heuberg inhaftiert. Er konnte später nach Schleswig-Holstein zurückkehren und war bis 1945 als selbstständiger Kaufmann in Kiel tätig, er war Inhaber eines Tabakwarenladens.
Nach dem Zweiten Weltkrieg wurde er wieder Gewerkschaftsangestellter und war als Organisationsleiter des DGB in Kiel tätig. Von 1946 bis 1950 war er Ratsherr der Stadt Kiel. Stade gehörte vom 26. Februar 1946 bis zum 11. November 1946 dem ersten ernannten Landtag von Schleswig-Holstein an. Bei den Wahlen 1947 und 1950 wurde er, jeweils über die Landesliste der SPD, in den Kieler Landtag gewählt und war vom 8. Mai 1947 bis zum 6. August 1954 auch Abgeordneter der ersten beiden gewählten Landtage des Landes Schleswig-Holstein.